# Karpatoruska Rada Narodowa
Karpatoruska Rada Narodowa – rusińska organizacja utworzona na kongresie w Koszycach 21 grudnia 1918 z połączenia Ruskiej Rady Narodowej z Preszowa i Rady Łemków.
Na tym samym kongresie proklamowała, że wobec niemożności połączenia się z Rosją Karpatorusini decydują się na związek państwowy z Czechosłowacją. Przedstawiciel Rady - Antonij Beskyd został po konsultacjach w Pradze wydelegowany 12 stycznia 1919 na konferencję pokojową w Paryżu.

## Literatura
- Krzysztof Lewandowski - "Sprawa ukraińska w polityce zagranicznej Czechosłowacji w latach 1918-1932", Wrocław 1974